# Mitraceras
Genre
Mitraceras est un genre d'opilions laniatores de la famille des Samoidae.

## Distribution
Les espèces de ce genre sont endémiques des Seychelles.

## Liste des espèces
Selon World Catalogue of Opiliones (12/10/2021) :
- Mitraceras crassipalpum Loman, 1902
- Mitraceras pulchrum Rambla, 1984

## Publication originale
- Loman, 1902 : « Neue aussereuropäische Opilioniden. » Zoologische Jahrbücher / Abteilung für Systematik, Ökologie und Geographie der Tiere, vol. 16, p. 163–216 (texte intégral).